# Doulcon
Doulcon är en kommun i departementet Meuse i regionen Grand Est (tidigare regionen Lorraine) i nordöstra Frankrike. Kommunen ligger i kantonen Dun-sur-Meuse som tillhör arrondissementet Verdun. År 2022 hade Doulcon 422 invånare.

## Befolkningsutveckling
Antalet invånare i kommunen Doulcon
| Referens: INSEE |